# Хамнгатан
Хамнгатан (швед. Hamngatan — «портовая улица») — улица в центральном Стокгольме.
Проходит от Сергельсторга до Ниброплана через Nordiska Kompaniet, Кунгстрэдгорден, Норрмальмстори и парк Берцелий. Дьюргорденская трамвайная линия проходит по этой улице между Нибропланом и Норрмальмстори.

## Чётная сторона
Строение 4 — дворец Халлвил, с 1920 года — музей Халлвил